# Môlay
Môlay település Franciaországban, Yonne megyében. Lakosainak száma 100 fő (2022. január 1.). Môlay Yrouerre, Annay-sur-Serein és Sainte-Vertu községekkel határos.

## Népesség
A település népességének változása:
| Lakosok száma | 105  | 96   | 93   | 91   | 92   | 90   | 94   | 97   | 100  |
|               | 2013 | 2015 | 2016 | 2017 | 2018 | 2019 | 2020 | 2021 | 2022 |